# Ctenodes
Ctenodes is een kevergeslacht uit de familie van de boktorren (Cerambycidae). De wetenschappelijke naam van het geslacht werd voor het eerst geldig gepubliceerd in 1808 door Olivier.

## Soorten
Ctenodes omvat de volgende soorten:
- Ctenodes decemmaculata Olivier, 1808
- Ctenodes geniculata Klug, 1825
- Ctenodes guianensis Dalens, Tavakilian & Touroult, 2009
- Ctenodes zonata Klug, 1825